# Jacob de Heere
Jacob de Heere (ca. 1440 - 8 juli 1504) was burgemeester van Brugge.

## Levensloop
Jacob de Heere was een zoon van Antoine de Heere (†1481) en van Margaretha van Nieuwenhove († 1451). Antoine de Heere was van 1440 tot 1451 stadsbestuurder als hoofdman, thesaurier of burgemeester van de raadsleden. In 1445 werd hij tot ridder verheven. Het echtpaar kreeg zes kinderen.
Jacob trouwde met Adrienne de Witte († 1498) en ze hadden zes kinderen. Hij werd lid van de Confrérie van Onze-Lieve-Vrouw van de Drogen Boom en werd begraven in de kapel van deze confrérie bij de Brugse minderbroeders.
De Heere bereikte de hoogste functie van burgemeester van de schepenen. De datum wijst er op dat hij benoemd werd met de goedkeuring, zo niet op aanduiding, van Maximiliaan van Oostenrijk. Hij overleed tijdens zijn laatste mandaat als raadslid.
Jacob de Heere mag niet verward worden met voornaam- en naamgenoten, die vrijlaat waren en een rol speelden in het Brugse Vrije.

## Stadsbestuur
De Heere doorliep een wisselend curriculum binnen het Brugse stadsbestuur, als volgt:
- 1469-1470: hoofdman van het Sint-Niklaassestendeel
- 1473-1474: raadslid
- 1475-1476: raadslid
- 1477-1478: schepen
- 1479-1480: hoofdman van het Sint-Jacobssestendeel
- 1480-1481: schepen
- 1481-1482: hoofdman van het Sint-Jacobssestendeel
- 1482-1483: schepen
- 1485-1486: schepen
- 1486-1487: hoofdman van het Sint-Donaassestendeel
- 1487-1488: schepen
- 1490-1491: schepen
- 1492-1493: burgemeester van de schepenen
- 1496-1497: hoofdman van het Sint-Donaassestendeel
- 1499-1500: raadslid
- 1500-1501: raadslid
- 1503-1504: raadslid.